# Древнекорнский язык
Древнеко́рнский язы́к — вымерший кельтский язык, на котором говорило население Юго-Западной Англии в IX—XIV веках.

## Распространение
В 800—1200-х годах область говорящих на древнекорнском языке соседствовала с современным Корнуоллом. Регион Девона был поглощён Уэссексом в 936 году, и многие жители бежали в Корнуолл или Бретань.

### Носители древнекорнского языка
Оценки по Петру Стальмащику.
| Год  | Территория, занимаемая носителями языка (в км²) | Население Корнуолла | Количество носителей |
| ---- | ----------------------------------------------- | ------------------- | -------------------- |
| 1050 |                                                 | 16 000              | 15 000               |
| 1110 |                                                 | 21 000              | 20 000               |
| 1150 |                                                 | 28 000              | 26 000               |
| 1200 | 3270                                            | 35 000              | 30 000               |
| 1250 |                                                 | 43 000              | 34 000               |
| 1300 | 2780                                            | 52 000              | 38 000               |

## История

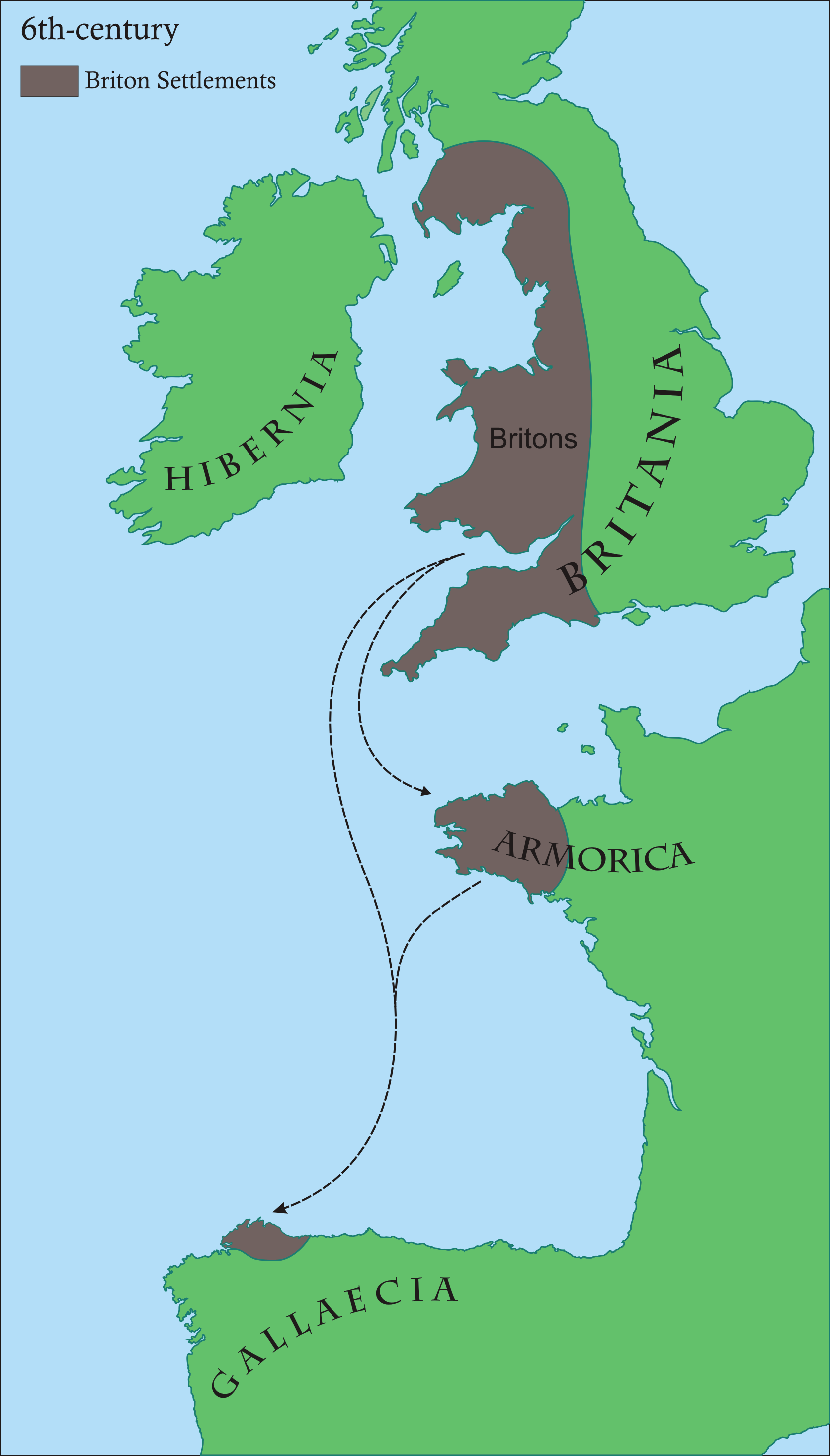
Распространение древнекорнского языка в VI веке

Первая запись на корнском языке была сделана в этот период развития языка. Это была глосса в латинском манускрипте «De Consolatione Philosophiae» Боэция — «ud rocashaas», что означает «он [ум] ненавидит мрачные места». В Корнско-латинском словаре (лат. Vocabularium Cornicum), составленном в XII веке, даётся перевод приблизительно 300 древнекорнским словам. До 1700-х считалось, что это древневаллийские слова, однако было определено, что они принадлежат к древнекорнскому языку.
Сейчас всё ещё есть небольшая разница между корнским и валлийским языком, а также между корнским и бретонским языком. Учёные[кто?] думают, что «древнекорнский язык» и «Древнебретонский язык» — лишь географически отличающиеся термины для описание одного и того же языка.